# Lantana (Florida)
Lantana es un pueblo ubicado en el condado de Palm Beach en el estado estadounidense de Florida. En el Censo de 2010 tenía una población de 10.423 habitantes y una densidad poblacional de 1.395,4 personas por km².

## Geografía
Lantana se encuentra ubicado en las coordenadas 26°35′0″N 80°3′19″O / 26.58333, -80.05528. Según la Oficina del Censo de los Estados Unidos, Lantana tiene una superficie total de 7.47 km², de la cual 5.94 km² corresponden a tierra firme y (20.53%) 1.53 km² es agua.

## Demografía
Según el censo de 2010, había 10.423 personas residiendo en Lantana. La densidad de población era de 1.395,4 hab./km². De los 10.423 habitantes, Lantana estaba compuesto por el 69.27% blancos, el 21.97% eran afroamericanos, el 0.43% eran amerindios, el 1.54% eran asiáticos, el 0.12% eran isleños del Pacífico, el 3.91% eran de otras razas y el 2.75% pertenecían a dos o más razas. Del total de la población el 18.56% eran hispanos o latinos de cualquier raza.